# Martin Grabmann

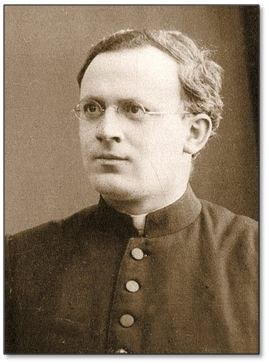
Martin Grabmann

Martin Grabmann (* 5. Januar 1875 in Winterzhofen, Oberpfalz; † 9. Januar 1949 in Eichstätt) war ein deutscher Dogmatiker, Theologe, Philosoph und Historiker. Von großer Bedeutung sind seine Forschungen zur mittelalterlichen Philosophie und Theologie.

## Leben

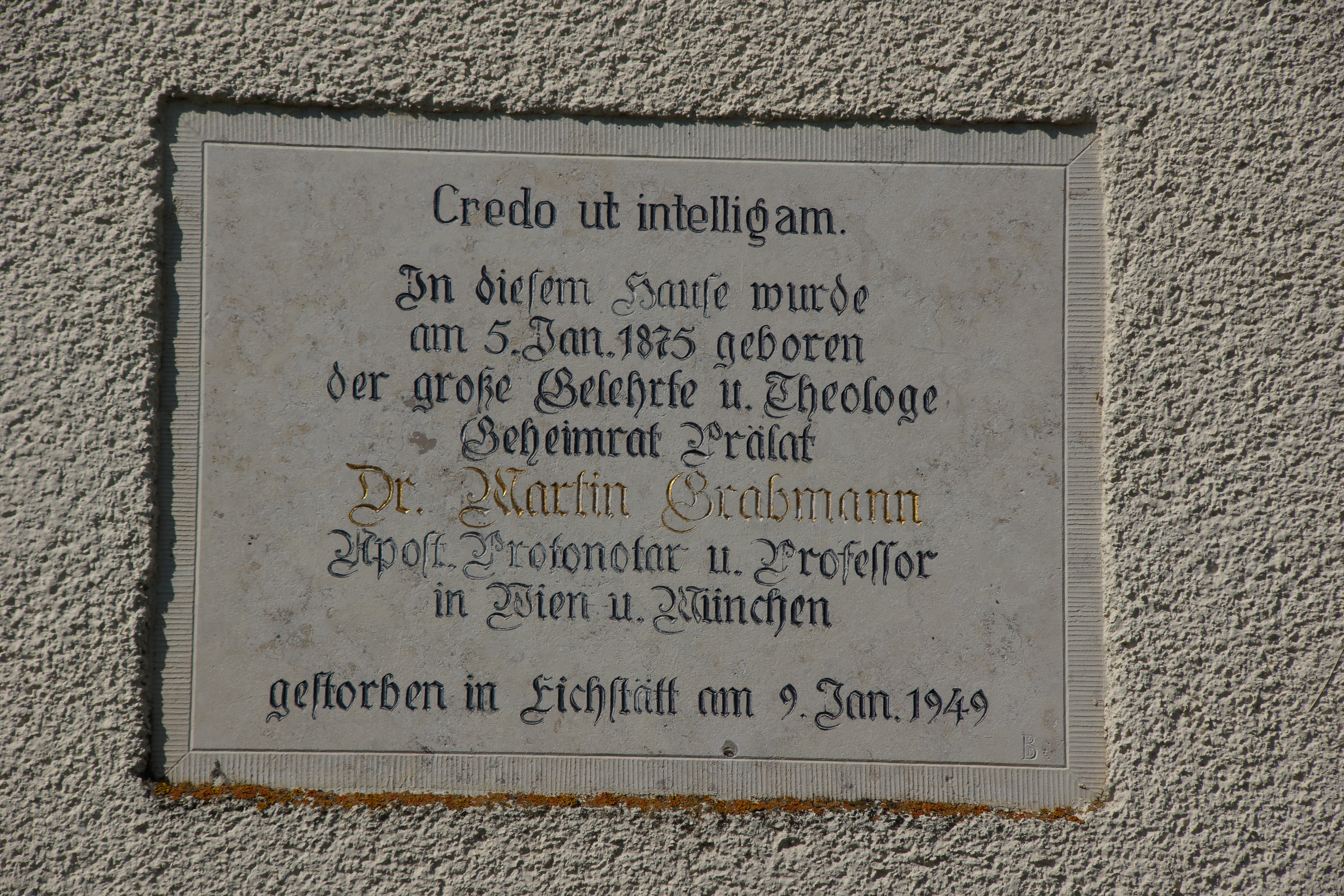
Gedenktafel für Martin Grabmann in seinem Geburtsort Winterzhofen

Martin Grabmann besuchte das Humanistische Gymnasium in Eichstätt und studierte von 1893 bis 1898 am dortigen Bischöflichen Lyzeum Philosophie und Theologie. Er empfing 1898 die Priesterweihe und war zwei Jahre lang Seelsorger in Kipfenberg, Allersberg und Neumarkt in der Oberpfalz. Dann setzte Grabmann in Rom am Thomaskolleg der Dominikaner seine Studien fort, wo er von Franz Ehrle und Heinrich Denifle gefördert wurde. Er wurde 1901 zum Dr. phil. und 1902 zum Dr. theol. promoviert. Im Herbst 1906 wurde Grabmann außerordentlicher Professor der Dogmatik am Bischöflichen Lyzeum in Eichstätt und 1913 ordentlicher Professor für Christliche Philosophie an der Theologischen Fakultät in Wien. Von 1918 an bis zur Aufhebung der Theologischen Fakultät 1939 lehrte er in München Dogmatik und siedelte im Mai 1943 nach Eichstätt über. Grabmann wurde 1921 Mitglied des Dritten Ordens der Dominikaner.
Grabmann betrieb umfangreiche Quellenforschung zur Philosophie- und Theologiegeschichte des Mittelalters und verfasste grundlegende Werke zur Scholastik. Bekannt ist beispielsweise sein Diktum, Anselm von Canterbury sei der „Vater der Scholastik“. 1954 wurde von Michael Schmaus, dem Nachfolger Grabmanns, das Martin-Grabmann-Forschungsinstitut für Mittelalterliche Theologie und Philosophie an der Universität München gegründet.

## Ehrungen
In den Städten Neumarkt in der Oberpfalz und Eichstätt sind zu Ehren Grabmanns jeweils Straßen benannt worden.
Seit 1920 war er Ehrenmitglied der katholischen Studentenverbindung KDStV Aenania München.

## Schriften (Auswahl)
- Die Lehre des heiligen Thomas von Aquin von der Kirche als Gotteswerk. Ihre Stellung im thomistischen System und in der Geschichte der mittelalterlichen Theologie. Manz, Regensburg 1903.
- Die philosophische und theologische Erkenntnislehre des Kardinals Matthaeus von Aquasparta. Ein Beitrag zur Geschichte des Verhältnisses zwischen Augustinismus und Aristotelismus im mittelalterlichen Denken. Mayer, Wien 1906.

- Die Geschichte der scholastischen Methode. 2 Bände. Herder, Freiburg im Breisgau 1909–1911.
- Thomas von Aquin. Eine Einführung in seine Persönlichkeit und Gedankenwelt. Kösel, Kempten 1912 (8. Aufl. 1949).
- Forschungen über die lateinischen Aristotelesübersetzungen des XIII. Jahrhunderts. Aschendorff, Münster 1916.
- Die Grundgedanken des Hl. Augustinus über Seele und Gott. In ihrer Gegenwartsbedeutung dargestellt. Bachem, Köln 1916 (2. Aufl. 1929).
- Einführung in die Summa Theologiae des hl. Thomas von Aquin. Herder, Freiburg im Breisgau 1919 (2. Aufl. 1928).
- Die echten Schriften des hl. Thomas von Aquin. Aufgrund der alten Kataloge und der handschriftlichen Überlieferung festgestellt. Aschendorff, Münster 1920.
- Die Philosophie des Mittelalters. De Gruyter, Berlin 1921.
- Die Idee des Lebens in der Theologie des hl. Thomas von Aquin. Schöningh, Paderborn 1922.
- Das Seelenleben des heiligen Thomas von Aquin. Nach seinen Werken und den Heiligsprechungsakten dargestellt. Theatiner-Verlag, München 1924 (3. Aufl. 1949).
- Die Kulturphilosophie des Hl. Thomas von Aquin. Filser, Augsburg 1925.
- Mittelalterliches Geistesleben. Abhandlungen zur Geschichte der Scholastik und Mystik. 3 Bände. Max Huber, München 1926, 1936, 1956.
- Die Geschichte der katholischen Theologie seit dem Ausgang der Väterzeit. Herder, Freiburg im Breisgau 1933.
- Die theologische Erkenntnis- und Einleitungslehre des hl. Thomas von Aquin. Auf Grund seiner Schrift "In Boethium de Trinitate"; im Zusammenhang der Scholastik des 13. und beginnenden 14. Jahrhunderts dargestellt. Paulus-Verlag, Freiburg in der Schweiz 1948.
- Die Werke des hl. Thomas von Aquin. Eine literarhistorische Untersuchung und Einführung. 3. Aufl. Aschendorff, Münster 1949.